# 大野貴史 (声優)
大野 貴史（おおの たかふみ、7月30日 - ）は、日本の男性声優。埼玉県出身。フラクタルスタジオ所属。

## 経歴・人物
日本ナレーション演技研究所出身。2013年頃にシグマ・セブンeに所属。2018年9月28日からBloomZ預かりとなり、2020年に準所属へ昇格。同年7月31日をもって退所し、フリーの期間を経て、2021年1月1日よりフラクタルスタジオに所属。
趣味は漫画、ゲーム、スポーツ、ドライブ、料理。特技はサッカーとすぐ寝られること。

## 出演
太字はメインキャラクター。

### テレビアニメ
- 俺物語!!（2015年、3組男子B）
- 学戦都市アスタリスク（2015年、オリヴァー・マニオン）
- 魔王様、リトライ!（2019年、村人A）
- ID:INVADED イド:インヴェイデッド（2020年）

### 劇場アニメ
- 弱虫ペダル SPARE BIKE（2016年）

### ゲーム
2019年
- Q&Qアンサーズ（虚飾で彩られたカラス）
- 天地の如く（皇甫嵩、盧植）
- Guns of Soul2（ティグレ）
- イースIX -Monstrum NOX-（テイト）
- 獅子の如く〜戦国覇王戦記〜（真田昌幸、長宗我部元親、足利義輝、松平清康）
- 三十六計M（主人公、徐庶、魏延）
- 妖怪正伝〜もののけ山海経〜（許仙、山鬼、箒おばけ、箒鬼、村夫A）

2020年
- ステラ・アルカナ〜愛の光と運命の絆
- 三国志ブラスト-少年ヒーローズ（姜維、于禁、爆弾兵）
- Haunted Obachestra（2020年 - 2022年、那須雪葉〈男〉） - 2作品

### 吹き替え

#### 映画
- ソウル・コンタクト（キャル、子）
- デジャブ（朝鮮語版）（ソン・ウジン〈イ・ギュハン（朝鮮語版）〉）
- ラン・アウェイ 香港脱出（中国語版）（蛋〈楊偉倫（中国語版）〉 ほか）

#### ドラマ
- 真心が届く〜僕とスターのオフィス・ラブ!?〜[15]

#### アニメ
- ディリリとパリの時間旅行
- リトル・パイレーツ（英語版）（ベンジャミン）

### ドラマCD
- 片翼のラビリンス（2015年） ※Sho-Comi 2015年24号付録

### デジタルコミック
- UULA「ピーチガール」（2013年）

### オーディオブック
- ボイノベ「テイルズ オブ ヴェスペリア 断罪者の系譜」（2014年）

### 映画
- 図書館戦争-THE LAST MISSION-（2015年10月10日、東宝）

### ナレーション・ボイスオーバー
- 日本テレビ 行列のできる法律相談所
- テレビ東京 美の巨人たち
- テレビ朝日 スーパーJチャンネル
- NHK BSプレミアム ワラッチャオ!
- ナショナルジオグラフィック 解体トレジャーハンター
- テレ朝動画 イケメン女子の心意気
- J:COMテレビ ときめき♡スポーツ王国

### シリーズ一覧
1. ↑  『Vol.1 Awaking』（2020年）、『Vol.2 Bianke』（2022年）